# Klara Dworznik
Klara Dworznik (* 24. Dezember 1910 in Hamburg als Klara Metzler; † 4. Juli 1991 ebenda) war eine deutsche kommunistische Widerstandskämpferin gegen den Nationalsozialismus.

## Leben
Klara Dworznik lernte den Beruf einer Weißnäherin. Um 1930 lernte sie den kommunistischen Arbeiter Hugo Dworznik kennen, der in Hamburg-Neustadt wohnte und die Volksschule Holstenwall besucht hatte. Durch ihn wurde sie in den antifaschistischen Widerstand eingeführt. Sie wurde 1929 Mitglied der KPD, und 1930 Mitglied des KJVD. Sie war Mitglied der Roten Hilfe und arbeitete in der Gewerkschaft mit. Schon 1932 wurde sie zum ersten Mal angeklagt und 1933 verhaftet. Ihren Sohn Rolf brachte sie im Hamburger Untersuchungsgefängnis ohne Arzt zur Welt. Während der Haft heiratete sie 1933 Hugo Dworznik, der auch in Haft war. Klara Dworznik wurde wegen illegaler Arbeit in der KPD zu 5 Monaten Haft verurteilt. Sie wurde 1934 amnestiert. 
Sie arbeitete in der Widerstandsgruppe „Bästlein-Jacob-Abshagen“ mit und beteiligte sich an deren Solidaritätsaktionen. Im Oktober 1942 wurden die Aktivitäten der Gruppe durch die Gestapo aufgedeckt, mehr als 100 ihrer zu dieser Zeit etwa 200 Mitglieder wurden festgenommen. Nach Bekanntwerden dieser Tätigkeit wurden zahlreiche Arbeiterwiderständler von der Gestapo festgenommen und zur Vorbereitung auf ein Gerichtsverfahren wegen Hochverrat in Fuhlsbüttel interniert. Als bei einem Bombenangriff im Herbst 1942 die Gestapozentrale zerstört worden war, erhielten zahlreiche Häftlinge befristeten Hafturlaub, bis deren Zellen wiederhergerichtet werden sollten. Die dabei freigelassenen Eheleute Gustav Bruhn und Elisabeth Bruhn beschlossen, unterzutauchen und sich dem erneuten Haftantritt zu entziehen. In dieser Situation nahm Klara Dworznik Elisabeth Bruhn sowie Adolf Schröder (SPD) bei sich auf, während Ehemann Gustav bei der befreundeten Familie Tennigkeit versteckt wurde.

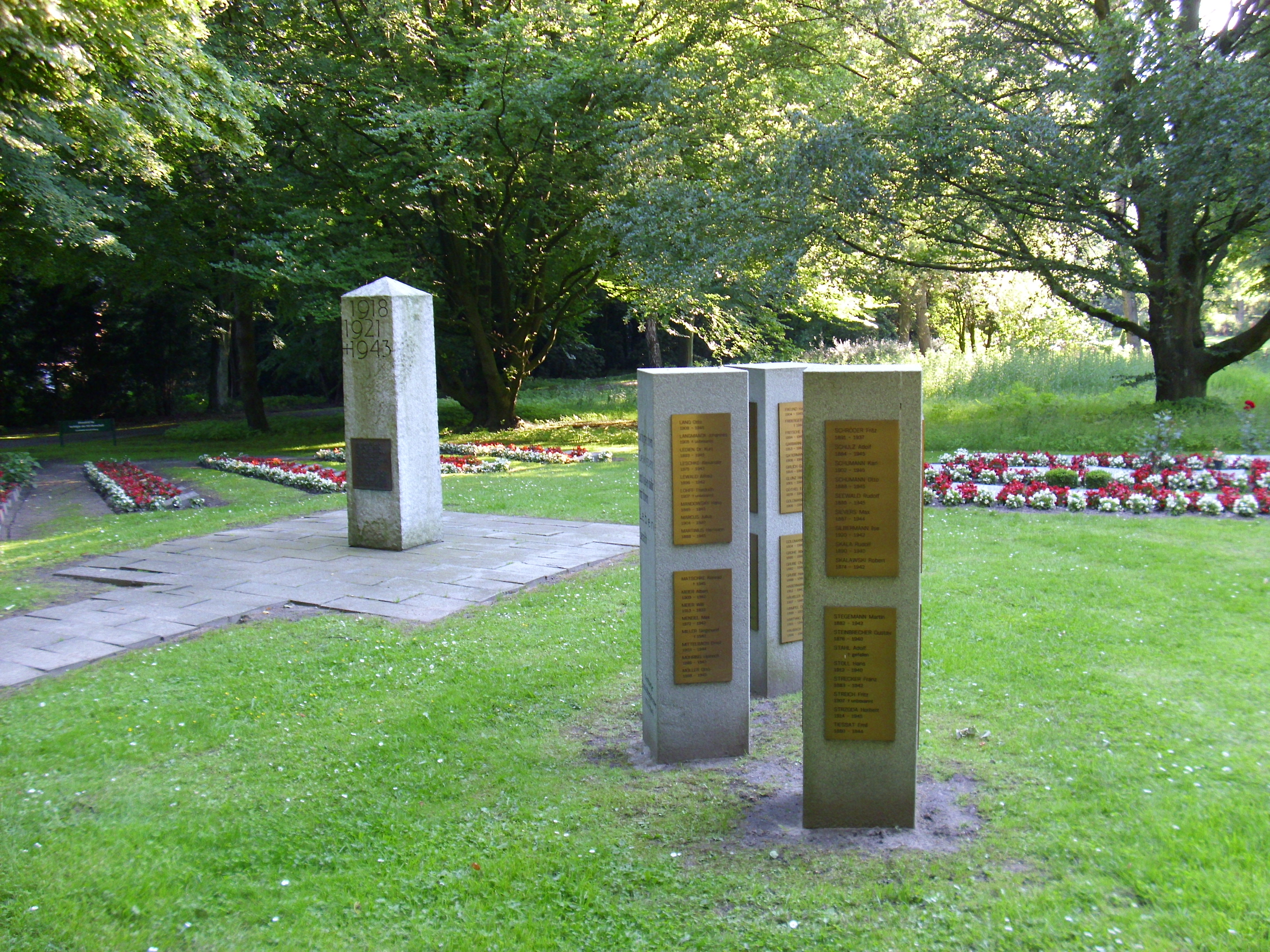
Ehrenfeld Geschwister-Scholl-Stiftung auf dem Friedhof Ohlsdorf

Als der Gestapo dieses Versteck durch Verrat bekannt wurde, verhaftete sie am 3. Februar 1944 Elisabeth Bruhn, Klara Dworznik und Adolf Schröder. Das Ehepaar Bruhn und zwei weitere Kommunisten wurden wenig später im Exekutionsbunker des KZ Neuengamme gehenkt. Klara Dworznik kam in das KZ Fuhlsbüttel und wurde am 5. Mai 1945 durch die Engländer befreit. Für sie und ihren Mann Hugo gab es keinen Prozess mehr.
Seit 1945 arbeitete sie mit Jugendlichen auch als Zeitzeugin, ging in Schulen bis 1983, war weiter in der KPD und ab 1968 in der DKP aktiv sowie in der VVN Hamburg-Eimsbüttel. Unter anderem arbeitete sie an der Geschichte über den Hamburger Widerstand. 
Klara Dworznik wurde 1991 in Hamburg-Ohlsdorf auf dem Ohlsdorfer Friedhof im Bereich des Ehrenfeldes der Geschwister-Scholl-Stiftung im Planquadrat Bn 73 Nr. 378 neben ihrem Mann beigesetzt.